# Gesneria onacaensis
Gesneria onacaensis är en tvåhjärtbladig växtart som beskrevs av Henry Hurd Rusby. Gesneria onacaensis ingår i släktet Gesneria och familjen Gesneriaceae. Inga underarter finns listade i Catalogue of Life.